# Tropicanus taulipangus
Tropicanus taulipangus är en insektsart som beskrevs av Keti Maria Rocha Zanol 2006. Tropicanus taulipangus ingår i släktet Tropicanus och familjen dvärgstritar. Inga underarter finns listade i Catalogue of Life.